# Rio Grande do Sul
Rio Grande do Sul är Brasiliens sydligaste delstat. Folkmängden uppgår till cirka 11,2 miljoner invånare. Huvudstaden är Porto Alegre. Delstaten innehar 5,4 procent av den totala brasilianska befolkningen och producerar 6,6 procent av landets BNP.

## Geografi
Delstatens huvudstad är Porto Alegre, andra stora städer är Alvorada, Canoas, Caxias do Sul, Gravataí, Novo Hamburgo, Pelotas, Rio Grande, Santa Maria, São Leopoldo och Viamão.
Regionen är centrum för Brasiliens vinodling.

## Berömda personer från Rio Grande du Sul
Fotbollsspelaren Ronaldinho föddes i delstaten, liksom fotomodellen Gisele Bündchen.

## Ekonomi

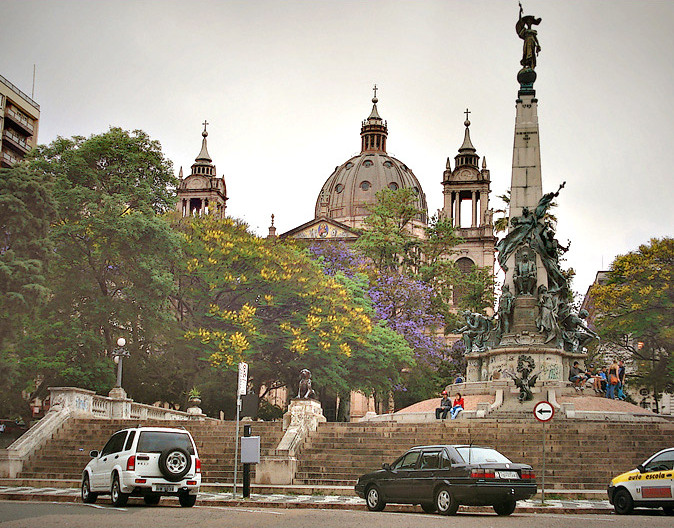
Porto Alegre, huvudstaden i Rio Grande do Sul

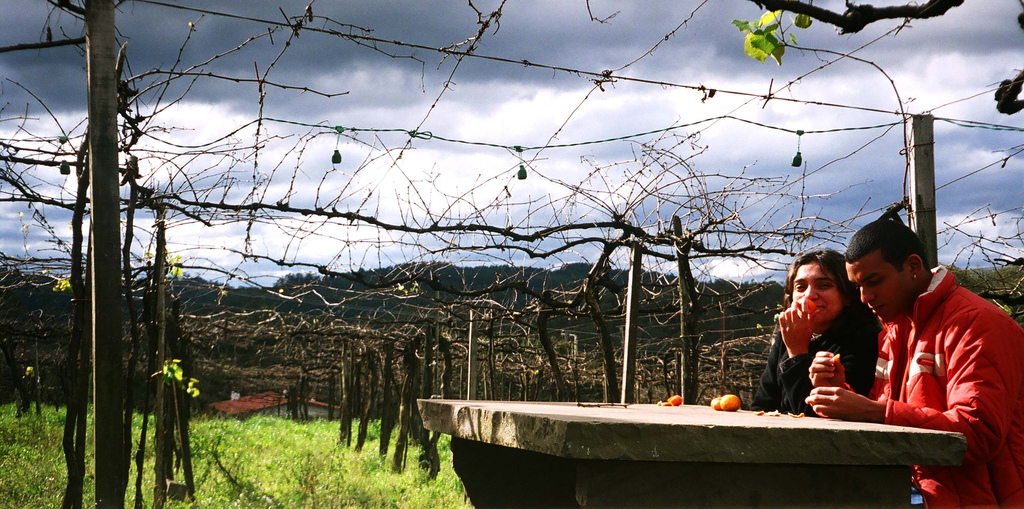
Vingård i Rio Grande do Sul

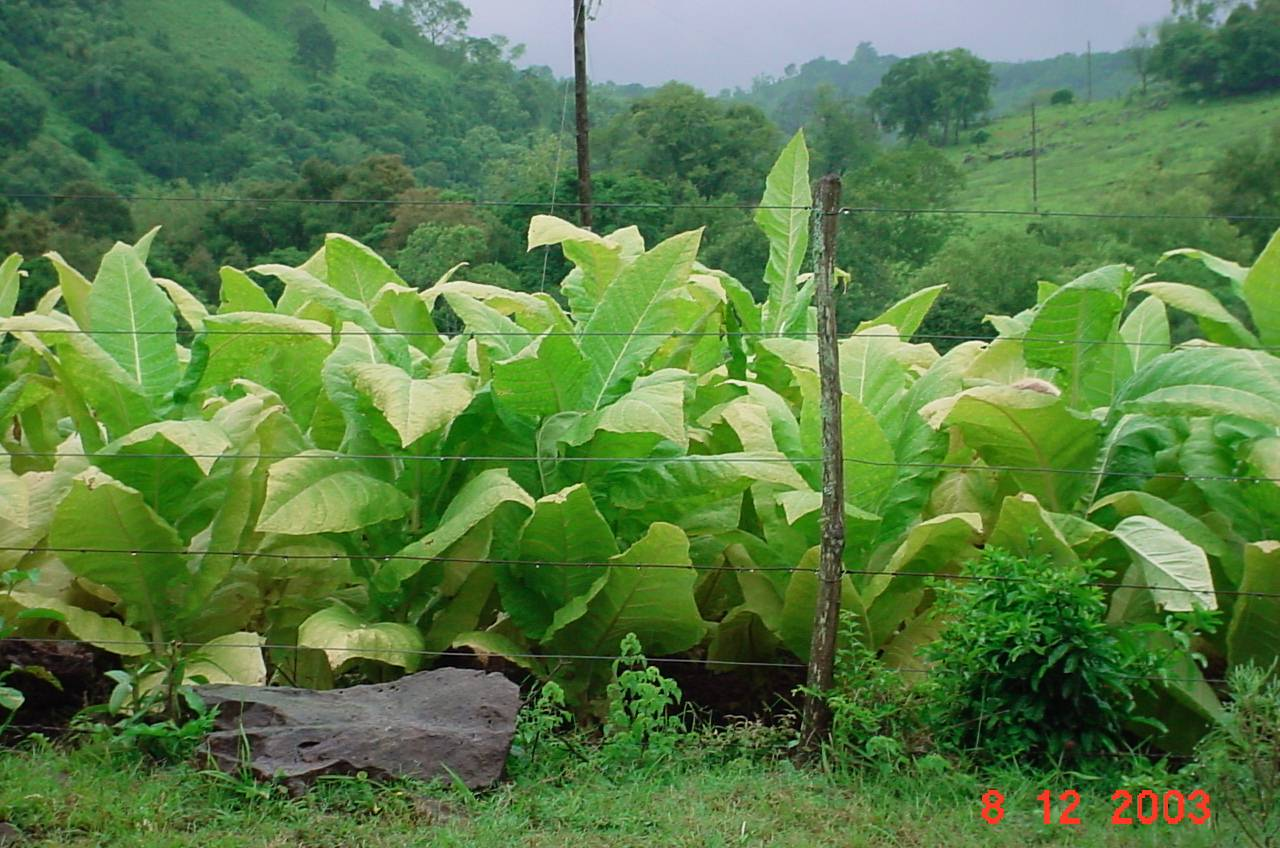
Tobak i Rio Grande do Sul

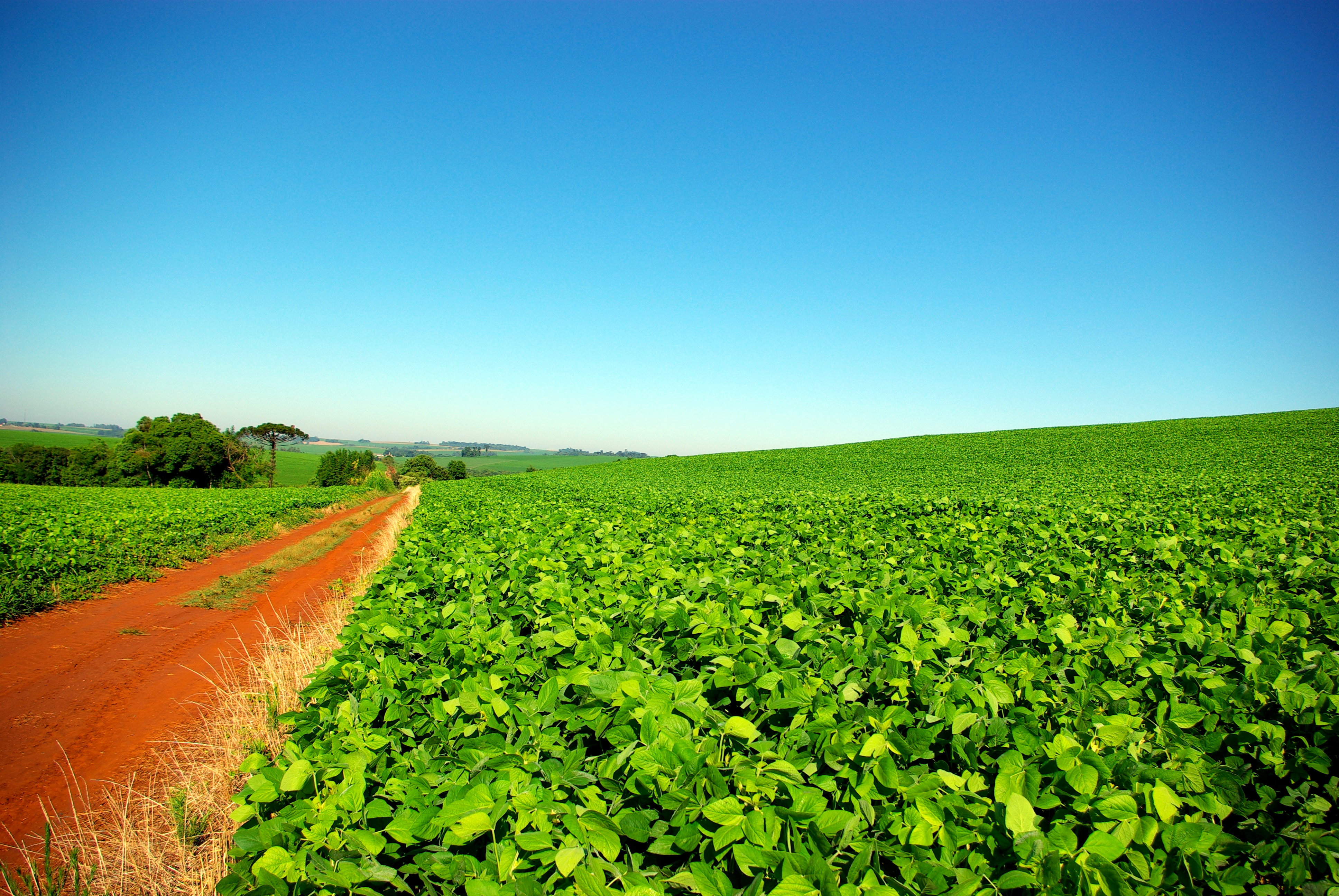
Sojaplantage i Rio Grande do Sul

Rio Grande do Suls står för 7 procent (2005) av den brasilianska ekonomin.
Delstaten är särskilt känd för sin spannmålsproduktion, vinproduktion, jordbruk samt industriproduktion men även för sina juvelfyndigheter.

### Gruvdrift
Rio Grande do Sul är Brasiliens största producent av ametist och agat. År 1827 upptäckte emigranter från Idar-Oberstein världens viktigaste agatfyndighet i Rio Grande do Sul och 1830 började brytningen. Redan 1834 gjordes den första leveransen av agat till Idar-Oberstein i Tyskland. Brasiliansk agat har mycket jämna lager, mycket jämnare än i den lokala tyska agaten. Detta gjorde den särskilt användbar för graverade juveler. Ametist var mycket sällsynt och dyr i hela världen tills de stora fyndigheterna i Brasilien upptäcktes, vilket fick värdet att sjunka avsevärt. 
Det finns också jaspis och opal i delstaten.

### Jordbruk
Inom jordbruket har delstaten stor produktion av sojaböna, majs, vete, ris, tobak, druva, äpple, maniok och yerba mate, samt även produktion av havre, korn, apelsin, persika, fikon, småcitrus, kaki och jordgubbe. 2020 producerade Rio Grande do Sul 14,3 procent av Brasiliens spannmål, grönsaker och oljeväxter.
- Delstaten är den största producenten av ris i landet, med 70,5 procent av Brasiliens totala risproduktion, och cirka 7,3 miljoner ton 2020.[8][9] Där finns också den största tobaksproduktionen i Brasilien.[10][11]
- Delstaten står för 90 procent av den nationella produktionen av druvor och producerar 90 procent av Brasiliens vin, främst i områden nära Caxias do Sul.[12][13][14]
- Delstaten står för cirka 16 procent av den nationella produktionen av sojabönor.[15][16]
- 2017 var delstaten den tredje största producenten av majs.[17][18][19]
- Rio Grande do Sul är den största nationella producenten av vete, med 2,3 miljoner ton 2019.[20][21][22]
- I Rio Grande do Sul skördas 45 procent av de brasilianska äpplena. Regionen i närheten av Vacaria är central och där produceras 37 procent av Brasiliens äpplen.[23][24]

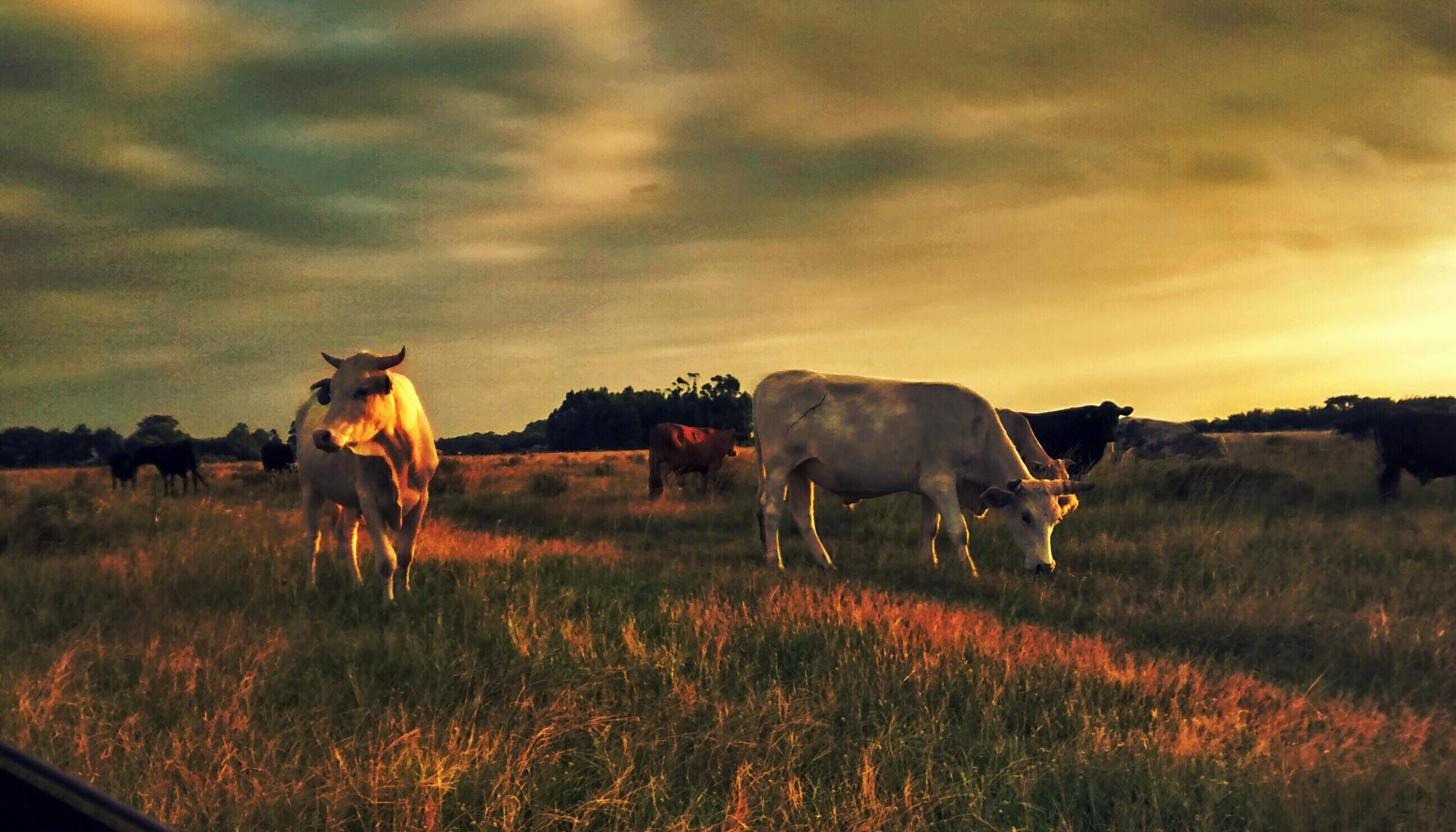
Nötkreatur i Rio Grande do Sul

- Delstaten producerade nästan en miljon ton maniok 2018.[25]
- Av apelsiner producerades samma år 367 000 ton.[26]
- Rio Grande do Sul är den största producenten av persika i Brasilien,[27] samt den största tillverkaren av fikon, enligt data från 2018.[28] 2018 var Rio Grande do Sul den 3:e största producenten av småcitrus i Brasilien. Det finns även produktion av kaki.[29][30]
- I Rio Grande do Sul skördades 17 000 ton Yerba mate.

### Boskap
- År 2018 hade delstaten 6,5 procent av Brasiliens boskapsbesättning.[31]
- År 2019 producerade Rio Grande do Sul totalt 4,5 miljarder liter mjölk, vilket var 13,0 procent av Brasiliens totalproduktion.[32]
- 94 procent av Brasiliens ullproduktion finns i Rio Grande do Sul.[33]
- Rio Grande do Sul bedriver 14,6 procent av Brasiliens fläskproduktion.[33][34]
- Äggproduktionen stod för 8 procent av den nationella produktionen 2018.[35][36]
- Rio Grande do Sul var Brasiliens största producent av honung, med 15,2 procent 2017.[33]

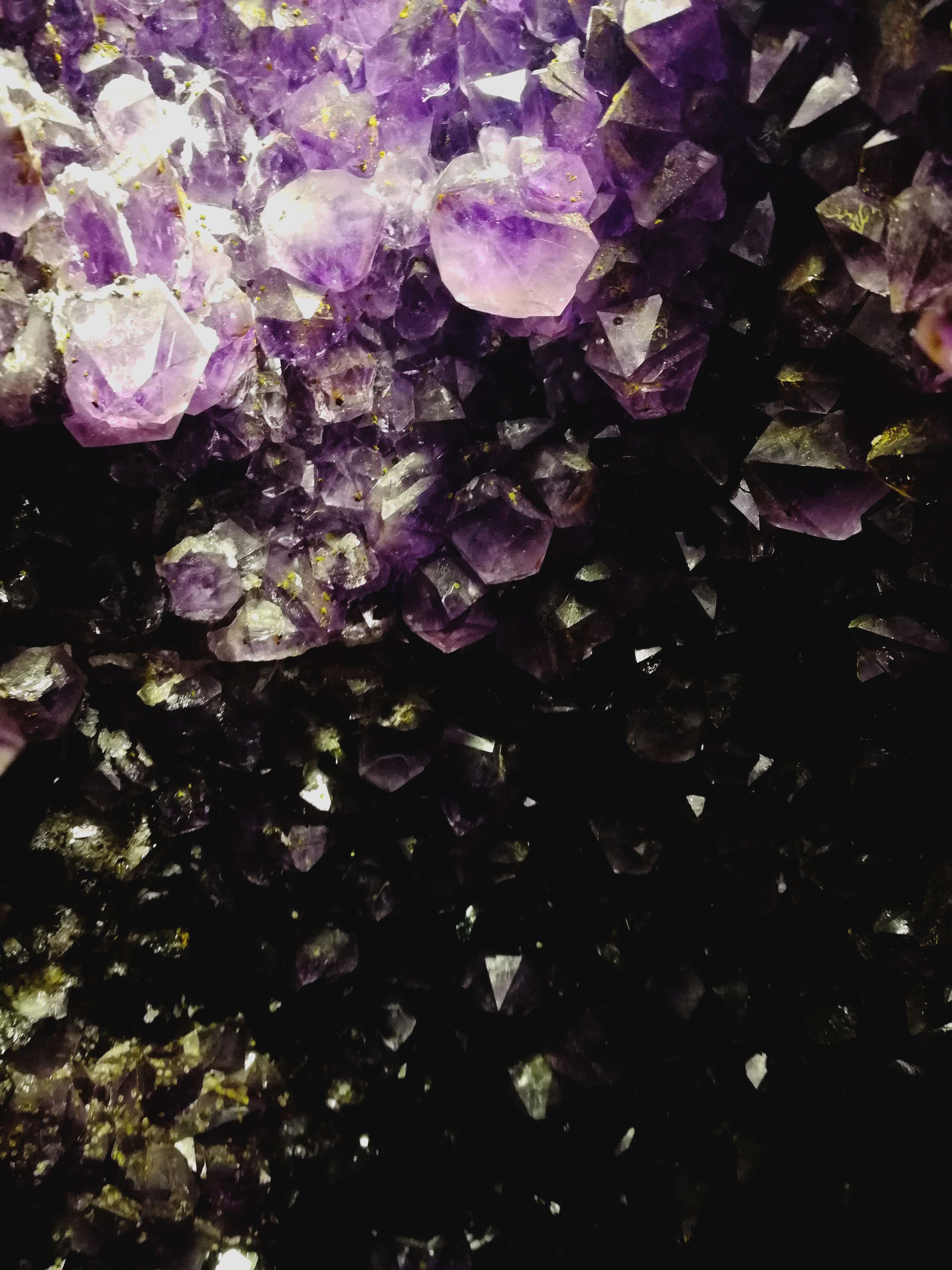
Ametistgruva i Ametista do Sul

### Industri

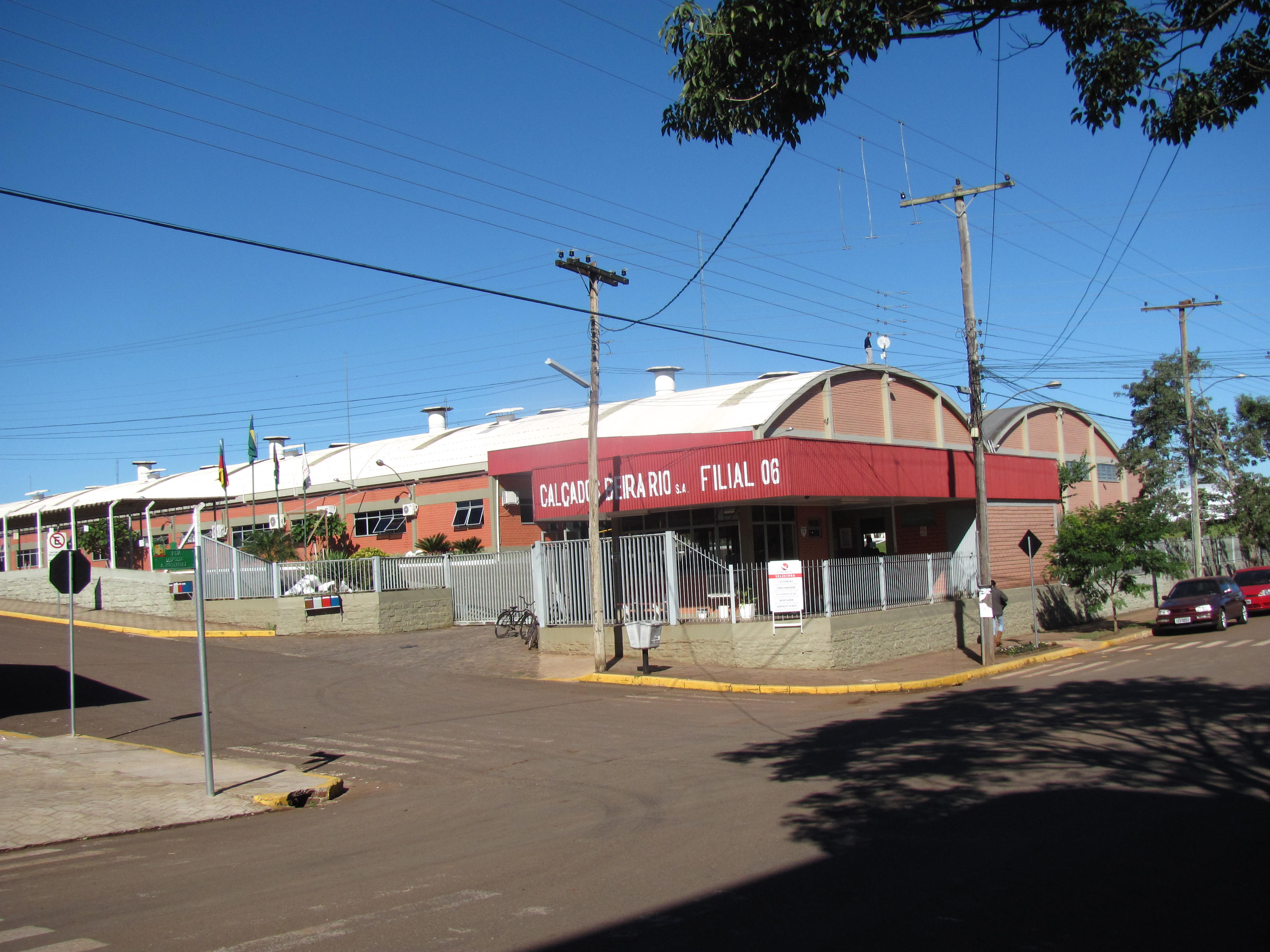
Skofabrik Beira Rio, i Mato Leitão

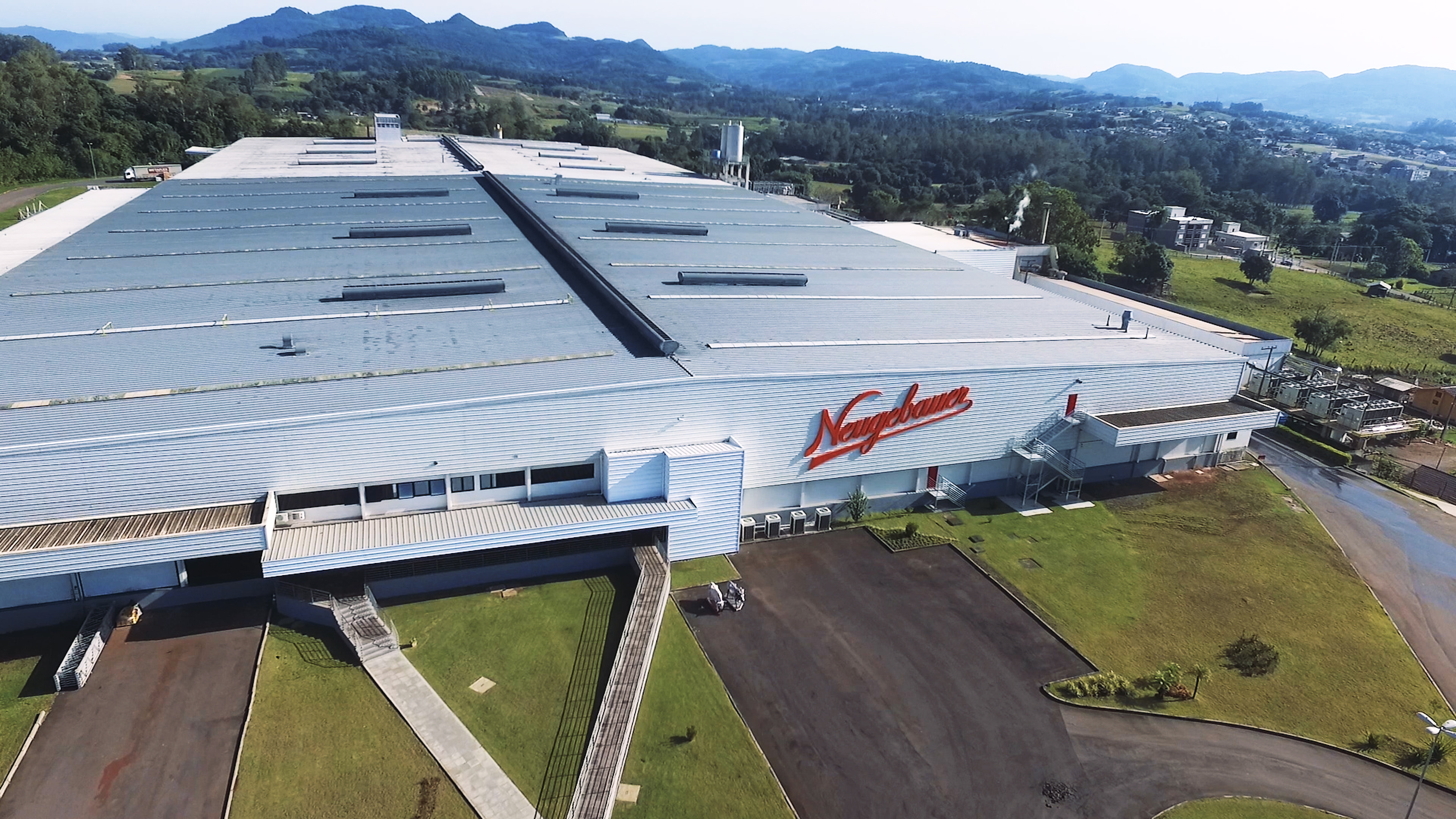
Neugebauers huvudkontor i Arroio do Meio

Inom industrisektorn hade delstaten 762 045 anställda 2017. De viktigaste industrisektorerna är: bygg (18,2%), livsmedel (15,4%), industriella allmännyttiga tjänster, såsom el och vatten (9,8%), kemikalier (6,8%) och maskiner och utrustning (6,6%). Tillverkningsindustrin präglas av produktion av vin och bearbetning av agropastorala produkter, såsom läder, ister, majs, vete och tobak. 
I delstaten finns det flera spridda industriella centra kopplade till bearbetning av jordbruksråvaror som exempelvis; Erechim, Passo Fundo, Santa Maria, Santana do Livramento, Rosário do Sul, Pelotas, Rio Grande och Bagé. Ett annat industriområde är den så kallade gamla koloniseringsregionen, där kommunerna i Caxias do Sul, Garibaldi, Bento Gonçalves, Flores da Cunha, Farroupilha och Santa Cruz do Sul är integrerade. 
- Inom fordonssektorn har staten en GM-anläggning.[38]
- Rio Grande do Sul är den brasilianska delstaten som exporterar mest skinnprodukter. 2019 exporterades produkter till ett värde av 448,35 miljoner dollar. Huvuddelen av exporten går till USA, Argentina och Frankrike. Inhemsk konsumtion tar upp en stor del av produktionen. Delstaten har några av de viktigaste fabrikerna i Brasilien inom skinnsektorn.[39][40]
- I Rio Grande do Sul finns flera livsmedelsföretag av nationell betydelse. Där ligger bland annat chokladfabriken Neugebauer samt vingårdarna Vinícola Aurora och Vinícola Salton, Camil Alimentos som äger varumärket Açúcar União (det mest kända sockermärket i landet) samt Arroz Carretero (ett av de mest berömda risfabrikaten i Brasilien).[41][42][43]
- Den mekaniska och metallurgiska industrin är betydande, särskilt i Porto Alegre, Novo Hamburgo, São Leopoldo och Canoas, samt Gravataí, Sapucaia do Sul, Esteio och Sapiranga, som bedriver stora företag inom sektorn. Dessa centra förenas av São Jerônimo, där Charqueadas stålverk ligger. Stålverket Aços Finos Piratini ligger i Charqueadas, som tillhör företaget Gerdau. Det är främst inriktat på att betjäna fordonsindustrin.
- I delstaten finns ett av landets mest kända företag inom metallurgisk verksamhet i landet; Tramontina, som tillverkar knivar, kastruller, spadar och andra redskap. Företaget har mer än 8 500 anställda och 10 tillverkningsenheter. Andra kända företag i delstaten är Marcopolo, som hade ett marknadsvärde på 2 782 miljarder dollar 2015, samt Randon, en grupp på 9 företag som specialiserat sig på transportlösningar, och samlar tillverkare av fordon, bildelar och vägutrustning. Randon sysselsätter cirka 11 000 personer och hade 2017 en bruttoomsättning på 4,2 miljarder dollar.